# Eddy Leduc
Pour les articles homonymes, voir Leduc.
Eddy Leduc est un acteur français né à Paris en 1984.

## Biographie
Il commence ses études de cinéma à l'EICAR (École internationale de création audiovisuelle et de réalisation) en 2002, puis au Conservatoire Maurice Ravel du 13e arrondissement de Paris en 2005. C'est une publicité télévisée pour NRJ Mobile diffusée en 2012 qui le rend connu du public et qui le fait remarquer à Éric Judor — qui l'engage d'abord pour un caméo clin d'œil dans la série télévisée Platane — ainsi qu'aux frères Malandrin, qui l'engagent auprès de Bouli Lanners et de Wim Willaert pour leur comédie Je suis mort mais j'ai des amis. Fidèle à son envie de poursuivre son travail avec lui, Éric Judor offre ensuite un troisième rôle à Eddy Leduc dans La Tour de contrôle infernale, avant de lui écrire un rôle de premier plan dans sa comédie Problemos[réf. incomplète].

## Filmographie

### Cinéma
- 2014 : Je suis mort mais j'ai des amis de Guillaume Malandrin et Stéphane Malandrin
- 2014 : Marguerite et Julien de Valérie Donzelli
- 2015 : Vicky de Denis Imbert.
- 2015 : La Tour de contrôle infernale d'Éric Judor
- 2016 : Problemos d'Éric Judor.
- 2017 : Budapest de Xavier Gens.
- 2018 : Furie de Olivier Abbou.
- 2019 : Made in China de Julien Abraham.
- 2021 : Zaï zaï zaï zaï de François Desagnat.

### Télévision
- 2013 : Platane saison 2 d'Eric Judor
- 2013 : Casting de Pierre Niney
- 2017 : Vingt-cinq de Bryan Marciano
- 2019 : platane saison 3 d’Eric Judor
- 2021 :  Une famille en or :  Voix off